# Antigénès (général)
Antigénès ou Antigène (en grec ancien Aντιγένης / Antigénès), né v.  380, mort en 316 av. J.-C., est un général de Philippe II et d'Alexandre le Grand. Il participe aux guerres des Diadoques comme commandant des argyraspides en prêtant allégeance à Polyperchon contre Antigone le Borgne qui le fait exécuter à l'issue de la bataille de Gabiène.

## Biographie

### Carrière sous Philippe et Alexandre
Sous le règne de Philippe II, Antigénès perd un œil durant le siège de Périnthe en 340 av. J.-C., alors que la cité offre une résistance acharnée à l'armée macédonienne. Il participe à l'expédition d'Alexandre le Grand en Asie comme membre des hypaspistes.  Il est mentionné pour la première fois à la bataille de l'Hydaspe en 326. C'est au moment de la campagne d'Inde que les hypaspistes vétérans deviennent les argyraspides, ou « boucliers d'argent ». Durant la retraite d'Inde, il se joint à Cratère avec lequel il traverse l'Arachosie.
Au moment des noces de Suse en 324, il tente d'extorquer le trésor royal mais Alexandre finit par lui pardonner. Il semble avoir participé à la sédition d'Opis à l'issue de laquelle 10 000 vétérans sont autorisés à rentrer en Macédoine. Il accompagne les troupes en compagnie de Cratère et Polyperchon. C'est en Cilicie que les vétérans, alors en campagne contre les Pisidiens, apprennent la mort du roi survenue en juin 323.

### Durant la guerre des Diadoques
À l'été 322 av. J.-C., la plus grande partie du corps des vétérans, sous les ordres de Cratère et Polyperchon, part en Grèce pour venir en aide à Antipater engagé dans la guerre lamiaque. Antigénès reste lui en Cilicie, en compagnie des 3 000 argyraspides, avec pour mission de surveiller le trésor royal abrité dans la forteresse de Cyinda. C'est probablement à ce moment qu'il aurait obtenu le commandement des « boucliers d'argent » avec Teutamos pour adjoint.
En 321, il se joint à Perdiccas, chiliarque de l'empire, dans la lutte contre Ptolémée. Mais après l'échec de la traversée du Nil, il assassine Perdiccas avec Peithon et Séleucos. Par les accords de Triparadisos, il est récompensé de sa « trahison » en héritant de la satrapie de Susiane, où il ne reste qu'une année, avant de retourner en Cilicie à la tête des argyraspides protéger le trésor royal. En 319, Polyperchon qui a succédé à Antipater à la régence de Macédoine, ordonne à Eumène de Cardia, de prendre possession du trésor et à Antigénès de se joindre à lui dans lutte contre Antigone le Borgne. Antigénès aurait, par prudence, dissuadé Teutamos de suivre les recommandations de Ptolémée visant à comploter contre Eumène. Antigénès aurait consenti à se rallier à Eumène après que celui-ci lui ait assuré qu'Alexandre lui serait apparu en rêve pour lui confier le commandement de l'armée royale. On peut également supposer que l'instauration du culte d'Alexandre est un moyen pour Eumène (qui n'est pas Macédonien) de faire accepter son autorité par Antigénès et les argyraspides.
Durant la bataille de Paraitacène (317) Antigènes parvient, à la tête des « boucliers d'argent », à sauver Eumène de la défaite en battant la phalange d'Antigone. Par la suite, la satrapie de Susiane est attaquée par ses anciens complices, Peithon et Séleucos. À la bataille de Gabiène (316), les argyraspides sont placés au centre du dispositif avec pour mission de marcher contre la phalange d'Antigone, car cette dernière aurait eu l'impression de combattre leurs propres pères. Pour autant, Eumène est vaincu après la défection de Peucestas qui quitte le champ de bataille avec sa cavalerie. Eumène est livré par les argyraspides à Antigone car celui-ci a capturé leur train de bagages et leurs familles. Malgré cette trahison, Antigénès est brûlé vif, tandis que Teutamos est vraisemblablement aussi exécuté.

### Sources antiques
- Arrien, Anabase [lire en ligne] ; Histoire de la Succession d'Alexandre.
- Diodore de Sicile, Bibliothèque historique [détail des éditions] [lire en ligne], XVII-XIX.
- Justin, Abrégé des Histoires philippiques de Trogue Pompée [détail des éditions] [lire en ligne].
- Plutarque, Vies parallèles [détail des éditions] [lire en ligne], Eumène.